# 希克利 (內布拉斯加州)
希克利（英語：Shickley）是位於美國內布拉斯加州菲爾莫爾縣的村。

## 人口
根據2020年美國人口普查的數據，希克利的面積為0.79平方千米，皆為陸地。當地共有人口343人，而人口密度為每平方千米434人。